# Janville (Calvados)
Janville è un comune francese di 376 abitanti situato nel dipartimento del Calvados nella regione della Normandia.

## Società

### Evoluzione demografica
Abitanti censiti